# Chakan: The Forever Man
Chakan: The Forever Man è un videogioco sviluppato da Extended Play e pubblicato da SEGA nel 1992 per Sega Mega Drive e Game Gear. Il titolo è basato su un fumetto di Robert A. Kraus. Del videogioco era previsto un sequel per Dreamcast mai realizzato.